# Mariana Mantovana
Mariana Mantovana ist eine norditalienische Gemeinde (comune) mit 823 Einwohnern (Stand 31. Dezember 2023) in der Provinz Mantua in der Lombardei. Die Gemeinde liegt etwa 24,5 Kilometer westnordwestlich von Mantua.

## Geschichte
Das erste Mal wird Mariana im Jahr 1033 erwähnt.

## Sehenswürdigkeiten
Aus dem 11. Jahrhundert ist das Oratorio dei Campi Bonelli erhalten. Auch eine Renaissance-Burg, das Castello, gehört zu den sehenswerten Gebäuden.